# Михайлівська військова артилерійська академія
Михайлівська військова артилерійська академія в Санкт-Петербурзі — один з найстаріших військових навчальних закладів Росії.
Академія підпорядкована Головнокомандувачу Сухопутними військами Російської Федерації.
За більш ніж 190 років існування зі стін Михайлівській військової артилерійської академії вийшли 257 Георгіївських кавалерів, 93 Героя Радянського Союзу, в тому числі двоє нагороджені двічі, 5 Героїв Російської Федерації.
Під час російсько-української війни 2014 року у стінах академії готували артилеристів окупаційних військ на Донбасі.

## Історія

### Михайлівське артилерійське училище
Перша спеціальна артилерійська школа в Росії була заснована Петром І в Москві, в 1701 році.
У 1712 році частина викладачів та учнів Школи Гарматного приказу відправлена в столицю, для відкриття столичної артилерійської школи, в Санкт-Петербурзі, але вона незабаром була з'єднана з інженерною; потім обидві школи кілька разів розділялися і з'єднувалися, поки не були об'єднані остаточно в 1758 році, за розпорядженням генерал-фельдцейхмейстера В. І. Шувалова.
В 1762 році об'єднані школи були перейменовані в Артилерійський та Інженерний шляхетний корпус (спочатку на 146, потім на 400 вихованців), а в 1800 році — у 2-й кадетський, який в 1805 році був зрівняний з 1-м та втратив свій спеціальний характер. З метою заповнити утворений таким чином пробіл, граф О. А. Аракчеєв, як інспектор всієї артилерії, заснував спочатку одну, а потім дві гвардійські артилерійські роти, в яких навчалося 96 юнкерів.
У 1820 році, за доповіддю Великого князя Михайла Павловича, сформована навчальна артилерійська бригада з трьох рот для приготування феєрверкерів і при ній артилерійське училище для освіти офіцерів.
У 1834 році училище відокремлене від навчальної бригади. В 1849, після кончини Великого князя Михайла Павловича на його честь назване Михайлівським артилерійським училищем.
У 1865 році було реорганізоване у складі трьох класів, причому старший клас розділений на два відділення: математичне — для тих, хто пройшов обидва нижчих класу, і стройове, з дещо полегшеним курсом — для юнкерів військових училищ, що переводилися на один рік в артилерійське училище. Штатний комплект учнів — 425 юнкерів. У порядку адміністративного та господарського управління Михайлівське артилерійське училище було об'єднане з однойменною академією. У стройовому відношенні училище поділялось на дві батареї, кожна з яких мала повний комплект гармат і коней.
Всього в 1820—1895 роках курс Михайлівського артилерійського училища пройшло 3227 осіб; з них 3210 підвищено в офіцери та 17, після закінченні курсу, нагороджені цивільними чинами.
Після Жовтневого перевороту училище неодноразово перейменовувалось і увійшло в історію 1930-1940-х років як 2-ге Ленінградське артилерійське училище. У 1953 році училище було передислоковане в Коломну (Московська область), де проіснувало до свого закриття в 2009 році. В 1957 році було перейменовано в Коломенське артилерійське училище.

### Михайлівська артилерійська академія

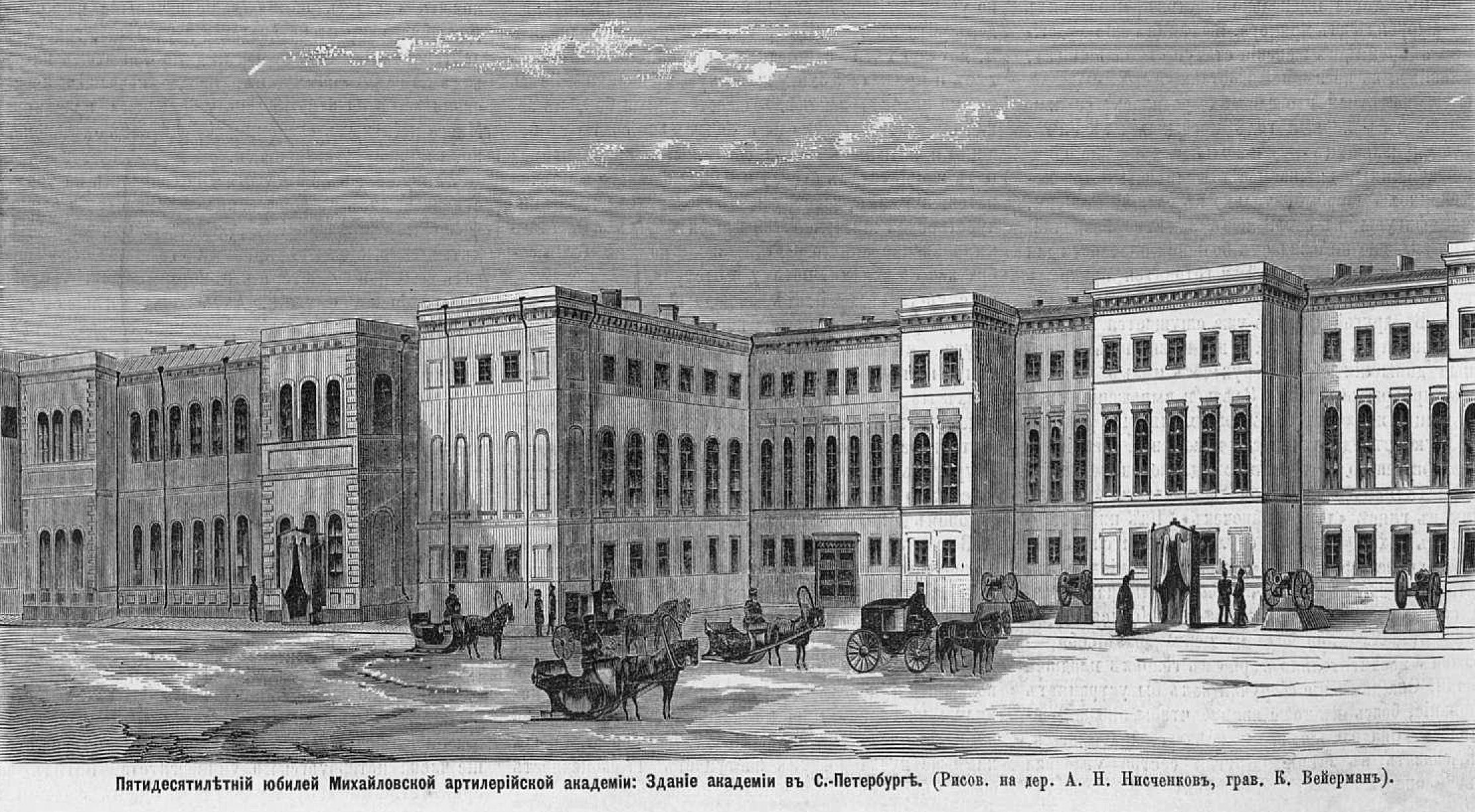
Будівля академії в 1870 році

Михайлівська артилерійська академія утворена в 1855 році з Офіцерських класів артилерійського училища і входила спочатку до складу Військової академії.
У 1863 році Михайлівська академія отримала самостійну організацію з підпорядкуванням генерал-фельдцейхмейстеру. За чинним положенням, суттєво зміненим законами 28 березня 1888 року та 4 грудня 1893 року, Михайлівська артилерійська академія мала три класи: молодший, старший і додатковий. Перші два призначалися для розповсюдження вищих знань в артилерійських частинах військ, додатковий — для підготовки офіцерів до служби в технічних артилерійських закладах. Безпосереднє управління академією надавалося  начальнику, який був разом з тим і начальником Михайлівського артилерійського училища. Академія мала свою бібліотеку, хімічну лабораторію, музей і фізичний кабінет. Кількість учнів у всіх трьох класах — 60 офіцерів. До вступного іспиту допускалися офіцери всіх родів військ до чину поручника гвардії або штабс-капітана армії включно, якщо вони до того прослужили в офіцерському званні не менше трьох років і в тому числі в стройових частинах — не менше двох років; від закінчивших курс в артилерійському училищі чи університеті на фізико-математичному факультету з дипломом 1 ступеня була потрібна лише дворічна служба. За кожен рік перебування в академії учні зобов'язані були прослужити в артилерійському відомстві по 1,5 року. Охочі вступити в академію, крім тих, хто перебував у частинах військ Петербурзького військового округу, піддавалися попередньому випробуванню при окружних артилерійських управліннях. Ті, хто витримали це випробування, відряджалися на казенний рахунок в Санкт-Петербург і екзаменувалися там з артилерії, фортифікації, тактики, алгебри, геометрії, тригонометрії, диференціального і інтегрального обчислення, фізики, хімії, елементарної механіки, артилерійського креслення і мов  - російської, французької та німецької.
Предмети теоретичного викладання в академії: головні
1) всі відділи артилерії,
2) технологія,
3) теоретична механіка,
4) практична механіка,
5) хімія;
допоміжні
1) вища математика,
2) фізика,
3) стратегія,
4) фортифікація,
5) тактика,
6) історія військового мистецтва,
7) військова адміністрація,
8) російська, французька і німецька мови.
Для практичних занять офіцери відряджалися протягом літніх місяців в технічні заклади артилерії Морського, Гірського та інших відомств і на приватні заводи.
Всі офіцери, які задовільно закінчили старший клас, отримували право на академічний знак і особливі переваги при переводі згодом у штаб-офіцерський чин, а віднесені до 1 розряду, крім того, річний оклад платні. Кращі з випускників старшого класу по 1 розряду переводилися в додатковий клас. Ті, хто успішно закінчували його, переводилися в наступні чини до чину капітана в армії або штабс-капітана в Гвардії включно і отримували право на призначення в технічні артилерійські закладу.
Викладання в академії велось професорами (7 ординарних і 3 екстраординарних) та викладачами; на платню витрачалося 42 800 рублів в рік.
Всього в 1820—1895 роках курс Михайлівської академії (і офіцерських класів) закінчили 1246 офіцерів.

### Військова артилерійська академія
Створена на базі Михайлівської артилерійської академії в Петрограді, яка після Жовтневого перевороту відновила заняття в лютому 1918 року, і увійшла до складу Робітничо-Селянської Червоної Армії.
Наказом РВРР № 498 від 15 березня 1919 року Михайлівська артилерійська академія була перейменована в Артилерійську академію РСЧА. Готувала офіцерські кадри з вищою військовою і інженерною освітою.
У зв'язку із загальним скороченням армії за наказом РВС СРСР № 469 від 6 травня 1925 року разом з Військово-інженерної та Електротехнічної академією була об'єднана у Військово-технічну академію РСЧА.
За наказом РВС СРСР N 046 від 3 червня 1932 року на базі артилерійського факультети, відділення пороху і вибухових речовин хімічного факультету Військово-технічної академії, що закривалися, знову створювалася Артилерійська академія імені Ф. Е. Дзержинського.
У 1938 році переведена з Ленінграда в Москву, нагороджена орденом Леніна.
У 1953 році зі складу академії були виведені командні факультети і повернуті в Ленінград, де на колишній базі Михайлівської артилерійської академії була утворена Військова артилерійська командна академія (з 1960 року — Військова артилерійська академія імені М. І. Калініна).
Достроково здійснивши випуск техніків восени 1943 року і навесні 1944 року, Ленінградське артилерійсько-технічне Червонопрапорне училище повернулося в Ленінград у липні 1944 року, і було перейменоване розпорядженням Ради Міністрів СРСР № 8702-рс від 9 серпня 1954 року. Див. «О реорганизации Ленинградского артиллерийско-технического ордена Ленина, Краснознамённого училища в Ленинградское высшее артиллерийское инженерное ордена Ленина, Краснознамённое училище». У 1960 році факультети Ленінградського вищого ордена Леніна Червонопрапорного артилерійського училища імені М. І. Калініна (колишнього ЛКАТУ) увійшли до складу академії.

### Михайлівська військова артилерійська академія

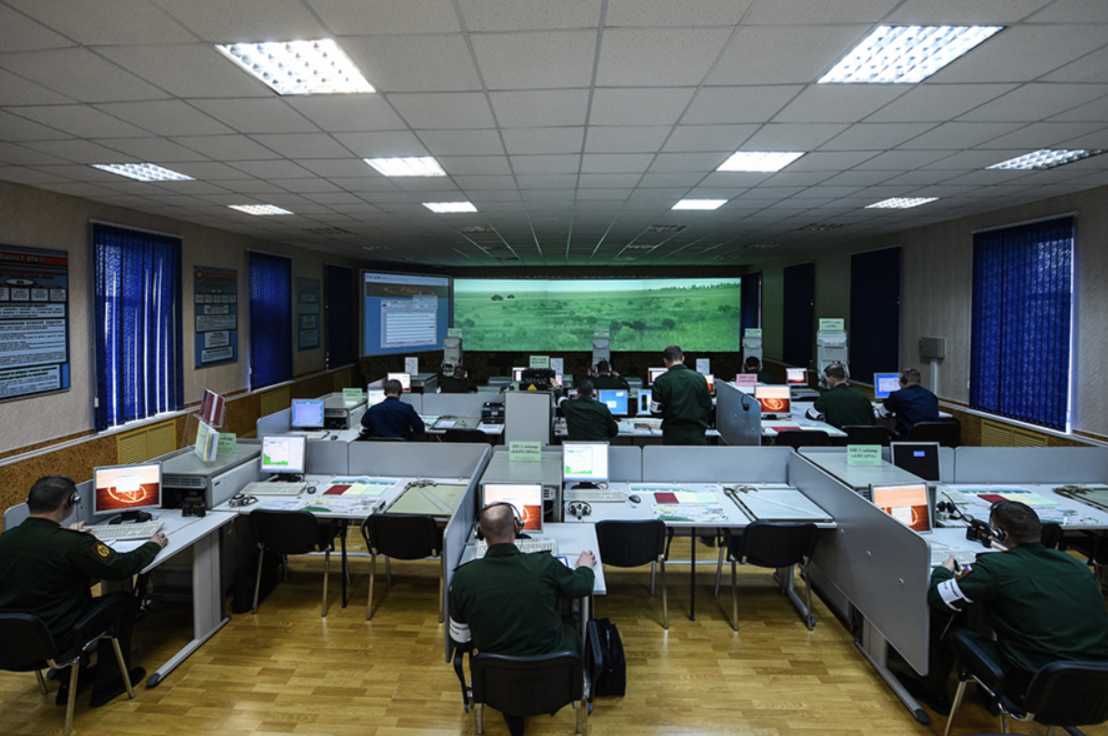
Навчальний клас в академії

В 1995 році академії повернута історична назва — Михайлівська артилерійська академія.
У вересні 1998 року постановою Уряду РФ академія реорганізована у Військовий артилерійський університет. Цією ж постановою Казанське вище артилерійське командно-інженерне училище, Михайлівське вище артилерійське командно-інженерне училище (Коломна) і Саратовське вище військове командно-інженерне училище ракетних військ приєднані до Військового артилерійського університету в якості його філій.
У 2004 році Військовий артилерійський університет перетворений в Михайлівську військову артилерійську академію.

#### Російсько-українська війна
Михайлівська військова артилерійська академія проводила курси підвищення кваліфікації для бойовиків з 7-ї мотострілецької бригади 2 АК в своєму навчальному центрі, розташованому в військовому містечку Луга-3 (Ленінградська область, РФ).
За результатами 2015 року академія є лідером серед вищих військових навчальних закладів Росії.

## Керівництво

### Головні начальники і начальники Михайлівської артилерійської академії та училища
- Засядько Олександр Дмитрович (1820—1827)
- Опперман Карл Іванович (1827—1831)
- Сухозанет Іван Онуфрійович (1832—1836)
- Долгоруков Ілля Андрійович (1836—1849)
- Ростовцев Яків Іванович (1849—1853)
- Рєзвий Орест Павлович (1853—1857)
- Крижанівський Микола Андрійович (1857—1861)
- Платов Олександр Степанович (1861—1871)
- Рот Костянтин Іванович (1871—1881)
- Дем'яненков Микола Опанасович (1881—1899)
- Чернявський Василь Тимофійович (1903—1917)
- Петрович Сергій Георгійович (1917—1919)

### Начальники Артилерійської академії РСЧА (Військово-технічної академії РСЧА)
- Петрович Сергій Георгійович (1919—1923)
- Грендаль Володимир Давидович (1923—1924)
- Ісаєв Михайло Михайлович (1924—1931)
- Седякін Олександр Гнатович (1931—1932)

### Начальники Артилерійської академії імені Ф.Е.Дзержинського
- Тризна Дмитро Дмитрович (1932—1937)
- Сівков Аркадій Кузьмич (1937—1941)
- Говоров Леонід Олександрович (1941)
- Благонравов Анатолій Аркадійович (1941—1942)
- Сидоров Сергій Петрович (1942—1945)
- Хохлов Василь Сидорович (1945—1951)
- Полуектов Георгій Васильович (1951—1953)

### Начальники Військової артилерійської (командної) академії імені Калініна
- Воронов Микола Миколайович (1953—1958)
- Коробченко Василь Стратонович (1958—1969)
- Сліпченко Петро Пилипович (1969—1981)
- Матвєєв Олександр Іванович (1981—1988)
- Плишевський Борис Олексійович (1988—1997)

### Начальники Михайлівської військової артилерійської академії
- Сухорученко Володимир Степанович (1997—2002)
- Константинов Володимир Олександрович (2002—2009)
- Дятлов Володимир Васильович[5] (2009—2013)
- Баканєєв Сергій Анатолійович (з 2013)

### Керівництво в даний час
- Начальник академії з 2013 року — генерал-лейтенант Баканєєв Сергій Анатолійович
- Заступник начальника — полковник Єгоров Олег Валерійович (з 4 травня 2011 р.)[6]

## Відомі викладачі академії та училища
- Альбицький Петро Михайлович (1836—1888) — генерал-майор, воєнний письменник і артилерист.
- Вессель Єгор Христинович (1799—1853) — учений артилерист, генерал-лейтенант, професор артилерії в Михайлівському артилерійському училищі, згодом інженер гарматних заводів.
- Гадолін Аксель Вільгельмович (1828—1892) — заслужений професор Михайлівської артилерійської академії, доктор мінералогії, ординарний академік Імператорської Академії наук, член багатьох російських та іноземних вчених товариств.
- Гельвіх Петро Августович — вчений у галузі балістики й теорії стрільби артилерії, професор (1935), доктор технічних наук (1938), генерал-майор артилерії (1940).
- Гродський Георгій Дмитрович (1871—1943) — генерал-майор (6 грудня 1913 р.). З 7 вересня 1912 року — ординарний професор Михайлівської артилерійської академії, з 28 березня 1914 р. інспектор класів Михайлівського артилерійського училища.
- Драбков Гаврило Єфимович (1905—?)  — радянський військовий діяч, полковник, начальник кафедри тактики зенітної артилерії (1956—1957).
- Драгомиров Михайло Іванович (1830—1905) — російський військовий і державний діяч, генерал-ад'ютант, генерал від інфантерії (30 серпня 1891). Кавалер ордена Святого апостола Андрія Первозваного (6 грудня 1901). Викладач тактики в академії.
- Дурляхов Ростислав Августович — російський та радянський конструктор артилерійського озброєння.
- Забудський Микола Олександрович (1853—1917) — російський генерал-артилерист і вчений-балістик.
- Іпатєв Володимир Миколайович — учений-хімік.
- Константинов Костянтин Іванович — основоположник ракетної зброї в Росії.
- Кирпичов Михайло Львович — артилерист-хімік, сподвижник Д. І. Менделєєва.
- Кюї Цезар Антонович — професор військової фортифікації; композитор і музичний критик, член Могутньої купки.
- Ладига Іван Федорович (1920—2010) — полковник, ветеран Німецько-радянської війни, вчений, педагог, кандидат військових наук, професор, член-кореспондент Академії військових наук, заслужений працівник вищої школи Російської Федерації. З 1954 по 2010 працював в академії. Був викладачем, заступником начальника кафедри, старшим науковим співробітником. З 1980 по 2010 р. — секретар дисертаційних (кандидатської і докторської) рад академії.
- Леєр Генріх Антонович (1829—1904) — генерал від інфантерії, професор, викладач тактики в академії.
- Ленц Емілій Христіанович — ректор Санкт-Петербурзького університету, фізик.
- Лендер Франц Францевич (1881—1927) — російський та радянський конструктор артилерійського озброєння, з вересня 1919 — керівник з проектування лафетів в академії, з 1925 — начальник кафедри теорії лафетів, професор.
- Маієвский Микола Володимирович (1823—1892) — російський вчений-артилерист. Генерал від артилерії (1889), член-кореспондент Петербурзької АН (1878), професор (1858). Відомий як один з основоположників зовнішньої балістики.
- Остроградський Михайло Васильович (1801—1862) — російський математик і механік українського походження, визнаний лідер математиків Російської імперії середини XIX століття. Професор Артилерійського училища та академії з 1841—1859.
- Панпушко Семен Васильович (1856—1891) — викладач Михайлівської артилерійської академії, талановитий російський хімік-артилерист. Широко відомий своїми роботами в області вибухових речовин (піроксиліну і мелініту) і спорядження боєприпасів. Створив першу капітальну працю з виробництва вибухових речовин і розробив спосіб спорядження снарядів вибуховою речовиною — мелінітом.
- Петрович Сергій Георгійович (1869—1926) — генерал-майор, екстраординарний професор Михайлівської артилерійської академії (03.11.1905-01.09.1910). Одночасно завідувач офіцерами, які навчаються в академії (29.08.1907-01.09.1910). Ординарний професор (з 20.10.1909), завідувач навчальною частиною артилерійських навчальних закладів (з 24.09.1910). Перший начальник Артилерійській академії РСЧА.
- Перен Петро Якович (1782—1837) — генерал-лейтенант, член Ради військових навчальних закладів, начальник училища в 1827—1832 роках.
- Цитовіч Микола Платонович — російський та радянський вчений, генерал-майор, заслужений ординарний професор.
- Чернов Дмитро Костянтинович (1839—1921) — російський металург і винахідник. Здобув популярність після того, як відкрив поліморфічне перетворення в сталі, а також фазову діаграму залізо-вуглець. Це відкриття стало початком наукової металографії. З 1889 року професор в Михайлівській артилерійській академії.
- Шишков Леон Миколайович (1830—1909) — генерал-майор, професор Михайлівської артилерійської академії. Хімік, засновник хімічної лабораторії академії, яка вважалася найкращою в імперії.
- Шкларевич Володимир Миколайович (1835—1915) — генерал від артилерії, постійний член артилерійського комітету, почесний член Михайлівської артилерійської академії.
- Енгельгардт Олександр Петрович (1836—1907) — генерал-лейтенант, талановитий російський артилерист, винахідник в області артилерійської техніки. Ним розроблені і створені гармати зразка 1889 р. 1895 р. у яких було пружне з'єднання бойової осі зі станком і наявність пружного сошника. Вперше в Росії здійснив підресорювання лафетів гармат, передків і зарядних ящиків.

## Відомі випускники
- Адасовський Євтихій Костянтинович — генерал-майор артилерії РІА, теоретик артилерійської справи, брат М. К. Заньковецької.
- Альтфатер Дмитро Васильович — генерал-майор РІА, Генерал-хорунжий, начальник артилерії корпусу Дієвої армії Української Народної Республіки.
- Астаф'єв Олексій Сергійович — учасник українського національно-визвольного руху 1917–1921 рр., відомий під ім'ям Олелько Сергійович Остапура-Степовий.
- Астафієв Олелько Сергійович — військовий і громадський діяч, геолог, педагог. Член-кореспондент Петербурзької Академії наук.
- Більдерлінг Петро Олександрович — артилерист, інженер, промисловець та сільський господар. Став відомий як партнер братів Нобель.
- Благонравов Анатолій Аркадійович — російський вчений в галузі механіки, один з творців знаменитої «катюші». Академік АН СРСР. Генерал-лейтенант артилерії, заслужений діяч науки і техніки РРФСР.
- Вериго Олександр Андрійович — хімік-органік, доктор хімії, професор кафедри хімії Новоросійського університету (Одеса).
- Гернгросс Борис Володимирович — генеральний хорунжий армії Української Держави.
- Гоголь-Яновський Микола Львович — генерал-хорунжий Армії УНР.
- Дельвіг Сергій Миколайович — генерал-лейтенант Російської імператорської армії, генерал-полковник Армії УНР, військовий історик.
- Дурново Іван Миколайович —  губернатор Чернігівської, згодом Катеринославської губернії, голова Комітету міністрів в уряді імператора Миколи II.
- Іванов Микола Іудович — генерал від артилерії, командувач військами Київського військового округу.
- Іпатьєв Володимир Миколаєвич — російсько-американський хімік, генерал-лейтенант Російської імператорської армії, доктор хімічних наук, професор, академік Санкт-Петербурзької академії наук / Російської академії наук / Академії наук СРСР, член Національної академії наук США.
- Зелінський Віктор Петрович ——  генерал-полковник, командувач Південною групою Армії УНР, дипломат.
- Колосовський Володимир Васильович — Начальник розвідувального відділу Генерального Штабу Збройних сил Української Держави та Армії УНР
- Копестинський Іван Григорович — генерал-хорунжий Дієвої армії УНР.
- Корнілов Лавр Георгійович — російський генерал від інфантерії, один з керівників «білого» руху в Росії.
- Михайлів Олександр Павлович — генерал-поручник Армії УНР.
- Мосін Сергій Іванович — російський конструктор та організатор виробництва стрілецької зброї.
- Нілус Андрій Олександрович — український і російський військовий діяч і науковець-винахідник, генерал-лейтенант.
- Оберучев Костянтин Михайлович — військовий і політичний діяч, командувач Київського військового округу у 1917 році.
- Острянський Микола Максимович — генеральний хорунжий Армії Української Держави.
- Потоцький Микола Платонович — український аристократ, генерал від артилерії, вчений-артилерист.
- Приходькин Дмитро Дмитрович — генерал для доручень Головного управління Генштабу Армії УНР.
- Синєоків Микола Григорович — український військовий діяч, генерал-майор Російської імператорської армії, генерал-значковий армії Української Держави.
- Стойкін Володимир Йосипович — начальник постачання Армії УНР, генеральний хорунжий армії Української Держави.
- Трояновський Олександр Антонович — радянський дипломат, революціонер, перший посол СРСР в США.
- Хануков Олександр Павлович — український військовий діяч, генерал-лейтенант РІА, генерал-значковий армії Української Держави.